# Matopo
Matopo is een geslacht van vlinders van de familie Uilen (Noctuidae).

## Soorten
- M. actinophora Hampson, 1909
- M. berhanoui Laporte, 1984
- M. descarpentriesi (Laporte, 1975)
- M. giacomellii Dognin, 1916
- M. heterochroa Hampson, 1916
- M. inangulata Hampson, 1909
- M. neotropicalis Jones, 1908
- M. nigrivittata Hampson, 1902
- M. oberthueri (Viette, 1965)
- M. plurilineata Berio, 1956
- M. scutulata Janse, 1917
- M. selecta (Walker, 1865)
- M. socotrensis Hacker & Saldaitis, 2010
- M. subarida (Viette, 1976)
- M. tamsi Kiriakoff, 1954
- M. typica Distant, 1898